# Constitución de la Ciudad de Buenos Aires
La Constitución de la Ciudad de Buenos Aires es la norma fundamental de la Ciudad Autónoma de Buenos Aires, sancionada en 1996, de acuerdo con lo dispuesto en la reforma de la Constitución de la Nación Argentina realizada en 1994.

## Historia
El estatuto jurídico de la ciudad de Buenos Aires fue históricamente peculiar. Su gran volumen poblacional y el poder económico de la que la dotó históricamente su puerto, el más activo e importante del país, le dieron de una enorme influencia política. En 1853, los convencionales que sancionaron la Constitución Nacional vieron conveniente separarla de la provincia homónima y colocarla bajo administración federal, como sede de los poderes nacionales.
La ley dictada a ese efecto no se hizo, sin embargo, efectiva. Buenos Aires no aceptó la sanción de la Constitución hasta casi una década más tarde, y una de las condiciones que puso para plegarse a ella fue la derogación de su estatuto federal. No sería hasta 1880 cuando se haría efectiva su federalización, para dotar al gobierno nacional de autoridad administrativa directa sobre el entorno en que se asentaba. De acuerdo con las condiciones entonces fijadas, la autoridad ejecutiva sobre la ciudad era directamente designada por el presidente de la Nación.
Mediante el art. 129 incluido en la reforma constitucional argentina de 1994, la ciudad obtuvo una mayor autonomía que habilitó a dictar su propia constitución y a tener un gobierno autónomo.
El 21 de diciembre de 1995 el Congreso Nacional sancionó la ley 24.620, llamada ley Snopek, que permitía la elección de un Jefe de Gobierno y Vicejefe de Gobierno y de 60 representantes que dictarían el Estatuto Organizativo. La ley establecía que el Jefe de Gobierno y el Vicejefe de Gobierno debían reunir las mismas condiciones que se requieren para ser diputado nacional.
La Asamblea Estatuyente inició sus labores el 19 de julio de 1996, y sesionó por primera vez en forma plena el 2 de agosto. La Asamblea se dividió en cuatro bloques que correspondían a cada uno de los partidos políticos elegidos: Frepaso, UCR, PJ y ND. En la primera sesión fueron elegidas las autoridades de la asamblea, siendo electa Graciela Fernández Meijide como presidenta, Oscar Shuberoff como vicepresidente 1.º e Inés Pérez Suárez como vicepresidente 2.º. También se autodesignó como Convención Constituyente y crearon las comisiones de trabajo que elaborarían la Constitución de la ciudad de Buenos Aires. Estas comisiones eran:
- Comisión de Sistemas de Control
- Comisión de Justicia y Seguridad
- Comisión de Poder Ejecutivo
- Comisión de Políticas Especiales
- Comisión de Presupuesto y Hacienda
- Comisión de Descentralización y Participación Vecinal
- Comisión de Poder Legislativo y Poder Constituyente
- Comisión de Relaciones Interjurisdiccionales
- Comisión de Redacción y Normas de Gobernabilidad para la Transición
- Comisión de Declaraciones, Derechos y Garantías
- Comisión de Peticiones, Poderes y Reglamento.

La Convención funcionó durante setenta y cinco días, en cumplimiento de lo dispuesto por el artículo 7.º de la Ley 24620. Las sesiones de la Convención Constituyente finalizaron el 1 de octubre de 1996, cuando fue sancionada la Constitución de la ciudad de Buenos Aires. El texto, en general, fue aprobado por unanimidad salvo por algunas reservas hechas por el Partido Justicialista. Las reservas referentes a parte del texto de la Constitución pueden agruparse en tres categorías argumentativas: la colisión con postulados del llamado bloque constitucional, la transgresión normativa de las diferentes leyes que resguardan los intereses del Estado nacional en el territorio federal y la contradicción de determinados principios del Partido Justicialista.
A pesar de dichas diferencias, los convencionales realizaron un esfuerzo por construir consensos, lo que llevó a que la casi totalidad del texto constitucional haya sido aprobado por unanimidad.

## Constituyentes
Los integrantes de la Convención Constituyente fueron:
Presidente
- Graciela Fernández Meijide (Frepaso)

Vicepresidente 1.º
- Oscar Shuberoff (UCR)

-Vocal de la Comisión de Descentralización y Participación Vecinal

-Vocal de la Comisión de Presupuesto y Hacienda
Vicepresidente 2.º
- Inés Pérez Suárez (PJ)

-Vocal de la Comisión de Descentralización y Participación Vecinal

-Vocal de la Comisión de Relaciones Interjurisdiccionales
Vicepresidente 3.º
- Patricia Bullrich (ND)

-Sec. de la Comisión de Poder Legislativo y Poder Constituyente

-Vocal de la Comisión de Redacción

-Vocal de la Comisión de Sistemas de Control
Presidentes de Bloque
- Aníbal Ibarra (Frepaso)

-Vocal de la Comisión de Redacción
- Miguel Ángel Inchausti (UCR)
- Juan Manuel Arnedo Barreiro (PJ)

-Vocal de la Comisión de Poder Legislativo

-Vocal de la Comisión de Descentralización y Participación Vecinal
- Jorge Argüello (ND)

-Sec. de la Comisión de Descentralización y Participación Vecinal

-Vocal de la Comisión de Justicia y Seguridad

-Vocal de la Comisión de Relaciones Interjurisdiccionales
| - Federico Arenas (PJ) -Sec. de la Comisión de Relaciones Interjurisdiccionales -Vocal de la Comisión de Declaraciones, Derechos y Garantías -Vocal de la Comisión de Políticas Especiales - Jorge Argüello (ND) -Vicepte. de la Comisión de Presupuesto y Hacienda -Vocal de la Comisión de Sistemas de Control -Vocal de la Comisión de Descentralización y Participación Vecinal - María Elena Barbagelata (PSP-FREPASO) -Sec. de la Comisión de Peticiones, Poderes y Reglamento -Vocal de la Comisión de Redacción -Vocal de la Comisión de Justicia y Seguridad - Néstor Bilancieri (FREPASO) -Vicepte. de la Comisión de Poder Ejecutivo -Vocal de la Comisión de Descentralización y Participación Vecinal -Vocal de la Comisión de Relaciones Interjurisdiccionales - Delia Bisutti (FREPASO) -Vocal de la Comisión de Declaraciones, Derechos y Garantías -Vocal de la Comisión de Poderes Especiales - Antonio Elio Brailovsky (ND) -Vocal de la Comisión de Presupuesto y Hacienda - Héctor Bravo (PSD-FREPASO) -Vocal de la Comisión de Poder Ejecutivo -Vocal de la Comisión de Relaciones Interjurisdiccionales - Ángel Bruno (FREPASO) -Vicepte. de la Comisión de Peticiones, Poderes y Reglamento -Vocal de la Comisión de Redacción -Vocal de la Comisión de Justicia y Seguridad - Roberto Cabiche (UCR) -Vocal de la Comisión de Declaraciones, Derechos y Garantías -Vocal de la Comisión de Políticas Especiales -Vocal de la Comisión de Relaciones Interjurisdiccionales - José Canata (UCR) -Vocal de la Comisión de Poder Legislativo y Poder Constituyente -Vocal de la Comisión de Peticiones, Poderes y Reglamento -Vocal de la Comisión de Presupuesto y Hacienda - Alfredo Carella (PJ) -Vicepte. 2.º de la Comisión de Redacción -Vocal de la Comisión de Peticiones, Poderes y Reglamento - Susana Carro (UCR) -Sec. de la Comisión de Presupuesto y Hacienda -Vocal de la Comisión de Redacción -Vocal de la Comisión de Sistemas de Control - Jorge Castells (PJ) -Vicepte. de la Comisión de Justicia y Seguridad -Vocal de la Comisión de Redacción -Vocal de la Comisión de Peticiones, Poderes y Reglamento - Silvia Collin (UCR) -Vicepte. de la Comisión de Relaciones Interjurisdiccionales -Vocal de la Comisión de Declaraciones, Derechos y Garantías -Vocal de la Comisión de Poder Ejecutivo - Roy Cortina (PSP-FREPASO) -Vocal de la Comisión de Declaraciones, Derechos y Garantías - Esteban Crevari (UCR) -Vicepte. de la Comisión de Poder Legislativo y Poder Constituyente -Vocal de la Comisión de Políticas Especiales -Vocal de la Comisión de Descentralización y Participación Vecinal - Liliana Chiernajowski (FREPASO) -Vocal de la Comisión de Políticas Especiales -Vocal de la Comisión de Descentralización y Participación Vecinal | - Jorge Enríquez (UCR) -Pte. de la Comisión de Justicia y Seguridad -Vocal de la Comisión de Redacción - Marcelo Escolar (FREPASO) -Vicepte. de la Comisión de Sistemas de Control -Vocal de la Comisión de Poder Legislativo y Poder Constituyente -Vocal de la Comisión de Descentralización y Participación Vecinal - Fernando Finvarb (PSD-FREPASO) -Vicepte. de la Comisión de Descentralización y Participación Vecinal -Vocal de la Comisión de Peticiones, Poderes y Reglamento -Vocal de la Comisión de Relaciones Interjurisdiccionales - Nilda Garré (FREPASO) -Vocal de la Comisión de Presupuesto y Hacienda -Vocal de la Comisión de Justicia y Seguridad -Vocal de la Comisión de Redacción - Raúl Garré (PJ) -Pte. de la Comisión de Presupuesto y Hacienda -Vocal de la Comisión de Redacción -Vocal de la Comisión de Sistemas de Control - Carlos Gómez Ríos (UCR) -Vocal de la Comisión de Poder Ejecutivo -Vocal de la Comisión de Políticas Especiales - Julio César Guarido (FREPASO) -Vocal de la Comisión de Declaraciones, Derechos y Garantías -Vocal de la Comisión de Poder Legislativo y Poder Constituyente -Vocal de la Comisión de Poder Legislativo - Nora Ginzburg (UCR) -Vocal de la Comisión de Justicia y Seguridad -Vocal de la Comisión de Sistemas de Control -Vocal de la Comisión de Peticiones, Poderes y Reglamentos - Martín Hourest (UCR) -Vocal de la Comisión de Redacción -Vocal de la Comisión de Sistemas de Control -Vocal de la Comisión de Presupuesto y Hacienda - Eduardo Jozami (FREPASO) -Pte. de la Comisión de Políticas Especiales -Vocal de la Comisión de Redacción - Elsa Kelli (UCR) -Pte. de la Comisión de Descentralización y Participación Vecinal -Vocal de la Comisión de Redacción -Vocal de la Comisión de Relaciones Interjurisdiccionales - María Elena López (UCR) -Vicepte. de la Comisión de Políticas Especiales -Vocal de la Comisión de Poder Ejecutivo -Vocal de la Comisión de Justicia y Seguridad - María José Lubertino (UCR) -Vicepte. de la Comisión de Redacción -Vocal de la Comisión de Declaraciones, Derechos y Garantías -Vocal de la Comisión de Políticas Especiales - Antonio Macris (UCR) -Pte. de la Comisión de Peticiones, Poderes y Reglamento -Vocal de la Comisión de Descentralización y Participación Vecinal - Alberto Maques (UCR) -Vocal de la Comisión de Redacción -Vocal de la Comisión de Descentralización y Participación Vecinal - Leticia Maronese (FREPASO) -Vocal de la Comisión de Poder Legislativo y Poder Constituyente -Vocal de la Comisión de Relaciones Interjurisdiccionales -Vocal de la Comisión de Presupuesto y Hacienda - Enrique Martínez (FREPASO) -Pte. de la Comisión de Relaciones Interjurisdiccionales -Vocal de la Comisión de Presupuesto y Hacienda | - Ubaldo Mascaldi (UCR) -Vocal de la Comisión de Sistemas de Control -Vocal de la Comisión de Descentralización y Participación Vecinal - Liliana Monteverde (PJ) -Sec. de la Comisión de Poder Ejecutivo -Vocal de la Comisión de Políticas Especiales -Vocal de la Comisión de DEscentralización y Participación Vecinal - Rafael Moscona (FREPASO) -Vocal de la Comisión de Declaraciones, Derechos y Garantías -Vocal de la Comisión de Políticas Especiales - Hipólito Orlandi (UCR) -Pte. de la Comisión de Poder Ejecutivo -Vocal de la Comisión de Poder Legislativo y Poder Constituyente -Vocal de la Comisión de Peticiones, Poderes y Reglamentos - Carlos Oviedo (FREPASO) -Vocal de la Comisión de Declaraciones, Derechos y Garantías -Vocal de la Comisión de Políticas Especiales -Vocal de la Comisión de Sistemas de Control - Alicia Pierini (PJ) -Vocal de la Comisión de Declaraciones, Derechos y Garantías -Vocal de la Comisión de Poder Legislativo y Poder Constituyente -Vocal de la Comisión de Justicia y Seguridad - Mabel Piñeiro (PSD-FREPASO) -Vocal de la Comisión de Políticas Especiales -Vocal de la Comisión de Presupuesto y Hacienda - Raúl Puy (PSD-FREPASO) -Vocal de la Comisión de Redacción -Vocal de la Comisión de Poder Ejecutivo - Martín Redrado (PJ) -Pte. de la Comisión de Sistemas de Control -Vocal de la Comisión de Presupuesto y Hacienda - Osvaldo Riopedre (UCR) -Vocal de la Comisión de Redacción -Vocal de la Comisión de Poder Legislativo y Poder Constituyente -Vocal de la Comisión de Justicia y Seguridad - Enríque Rodríguez (ND) -Vicepte. 3.º de la Comisión de Redacción -Vocal de la Comisión de Descentralización y Participación Vecinal -Vocal de la Comisión de Peticiones, Poderes y Reglamentos - Carlos Ruckauf (PJ) -Vocal de la Comisión de Redacción - Miguel Saguier (PJ) -Sec. de la Comisión de Políticas Especiales -Vocal de la Comisión de Poder Ejecutivo - Víctor Santa María (ND) -Pte. de la Comisión de Declaraciones, Derechos y Garantías -Vocal de la Comisión de Poder Ejecutivo -Vocal de la Comisión de Políticas Especiales - Gustavo Vivo (UCR) -Sec. de la Comisión de Sistemas de Control -Vocal de la Comisión de Declaraciones, Derechos y Garantías -Vocal de la Comisión de Relaciones Interjurisdiccionales - Clorinda Yelicic (PSP-FREPASO) -Pte. de la Comisión de Poder Legislativo y Poder Constituyente -Vocal de la Comisión de Poder Ejecutivo - Eugenio Zaffaroni (FREPASO) -Pte. de la Comisión de Redacción -Vocal de la Comisión de Justicia y Seguridad - Silvia Cristina Ana Zangaro (FREPASO) -Sec. de la Comisión de Justicia y Seguridad -Vocal de la Comisión de Sistemas de Control -Vocal de la Comisión de Peticiones, Poderes y Reglamento |